# Khajeh Karī
Khajeh Karī (persiska: خجه کری, Khvājeh Karī) är en ort i Iran.   Den ligger i provinsen Gilan, i den nordvästra delen av landet, 300 km nordväst om huvudstaden Teheran. Khajeh Karī ligger 6 meter över havet och antalet invånare är 668.
Terrängen runt Khajeh Karī är varierad, och sluttar österut.  Närmaste större samhälle är Hashtpar, 9,5 km söder om Khajeh Karī. Trakten runt Khajeh Karī består till största delen av jordbruksmark.